# Eupithecia subvaticina
Eupithecia subvaticina là một loài bướm đêm trong họ Geometridae.